# Phare de Start Point (Devon)
Pour les articles homonymes, voir Phare de Start Point.
Le phare de Start Point est un phare situé à l'extrémité de la péninsule de Start Point près de Dartmouth, dans le comté du Devon en Angleterre.
Ce phare est géré par la Trinity House Lighthouse Service de Londres, l'organisation de l'aide maritime des côtes de l'Angleterre.
Il est maintenant protégé en tant que monument classé du Royaume-Uni de Grade II depuis 1991.

## Histoire
Start Point est l'un des 2 phares conçus par l'ingénieur James Walker. Le phare est de style gothique, surmonté d'un parapet crénelé. La station est construite en pierre de granit et peinte en blanc avec une lanterne en fonte de cuivre. La grande tour circulaire mesure 28 m de haut.
L'intérieur de la tour comprend un escalier en granit en porte-à-faux autour du puits intérieur de la tour avec une balustrade en fonte. Le phare possédait, à l'origine, le logement des gardiens au rez-de-chaussée et au premier étage. En 1871, de nouvelles maisons de gardien ont été construites à proximité.
Depuis sa construction en 1836, le phare a connu de nombreux changements. En 1862, une cloche de signalisation de brouillard a été ajoutée, mais elle a été rapidement remplacée par une sirène en 1877. En 1989, l'érosion de la côte a provoqué un effondrement de l'intégrité du complexe du phare, y compris le signal de brouillard. Une grande partie de la zone a dû être nivelée en conséquence et des murs de soutènement mis en place. D'autres bâtiments qui ont été utilisés par les gardiens de phare, qui à l'origine ne pouvaient arriver au phare qu'en bateau. Il reste encore le puits et la porcherie.
Les travaux de rénovation ont été effectués lors de l'automatisation du phare en août 1992. La station est maintenant surveillée et contrôlée par le Centre des opérations de contrôle de Trinity House à Harwich via une liaison de télémétrie.

### Optique
L'objectif est développé à partir du système dioptrique conçu par l'ingénieur écossais Alan Stevenson, le premier de ce genre à être utilisé par Trinity House. Avant cela , deux autres lumières blanches ont servi, une tournante et l'une fixe pour marquer les Skerries Banks. La lumière fixe a ensuite été remplacée par une lumière rouge fixe pour marquer ce risque. La lumière fut alimentée au pétrole jusqu'en 1959 puis elle a été électrifiée. L'optique actuel utilise une lentille de Fresnel.

### Signal de brouillard
La lumière seule a été trouvée insuffisante par temps de brouillard, et une cloche a été installée dans les années 1860. La machinerie était logée dans un petit bâtiment sur la falaise et fonctionnait par un poids qui descendait dans un tube le long de la falaise. Une sirène a remplacé la cloche après seulement quinze ans de service. Si nécessaire, la corne de brume est activée et émet une sonnerie toutes les 60 secondes.
Identifiant : ARLHS : ENG-148 - Amirauté : A0228 - NGA : 0324 .
|             |
| La lanterne |

|                      |
| Le phare sur falaise |

|          |
| Le phare |

### Lien connexe
- Liste des phares en Angleterre